# アンドリュー・フリードマン

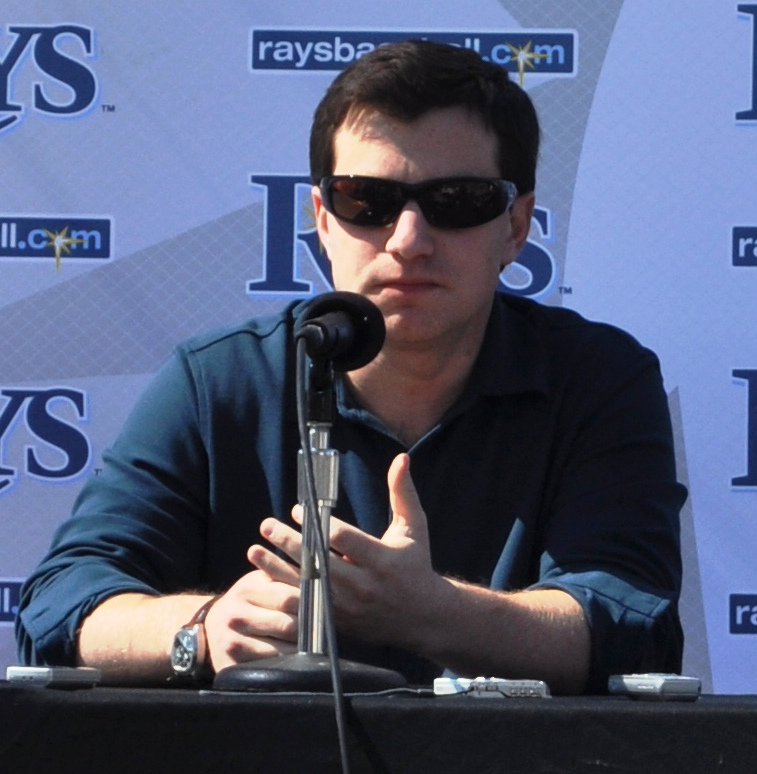
2011年

アンドリュー・フリードマン（Andrew Friedman、1976年11月13日 - ）は、ロサンゼルス・ドジャースの編成本部長。テキサス州ヒューストン出身。
2025年7月現在、ドジャースCEO(最高経営責任者)と表記されている。

## 経歴
野球で奨学金を得てチューレーン大学へ進学するも、肩を故障したため野球を断念。その後は投資銀行会社のベアー・スターンズなどを経て、現オーナーのスチュアート・スターンバーグのレイズ（当時デビルレイズ）買収に伴い、投資銀行家仲間のマット・シルバーマン（現レイズGM）と共にレイズのフロント入りを果たす。
育成部門で実績をあげ、2005年11月に28歳でGMに就任。ウォール街出身という異例の経歴を持つGMとして話題となった。球団名をレイズに変更した2008年には低迷の続いたチームをリーグ優勝に導き、『スポーティング・ニューズ』誌の選ぶ最優秀エグゼクティブ賞に選ばれた。
2014年10月14日にロサンゼルス・ドジャースで新設された編成部門の取締役（編成本部長）に就任。

## 補強の成功例
- 2006年7月、オーブリー・ハフをヒューストン・アストロズへ放出し、ベン・ゾブリストを獲得。当時まだ線の細かったゾブリストだが、入団後めきめきとパワーを付け、2009年はオールスターに選ばれるまでに成長した。

- 2007年11月、問題児デルモン・ヤングらをミネソタ・ツインズへ放出し、マット・ガーザとジェイソン・バートレットらを獲得。2003年のMLBドラフト全体1位のヤングを放出したことは非難されたが、ヤングは移籍後パッとしないのに対し、ガーザは先発3番手に成長。添え物的存在だったバートレットも2008年はチームMVPに選ばれた。

- 2012年12月、右のエースジェームズ・シールズ、先発・リリーフとして重宝したウェイド・デービスらをカンザスシティ・ロイヤルズへ放出し、超有望株との評判のウィル・マイヤーズ、先発候補の若手右腕ジェイク・オドリッジらを獲得。移籍したデービスは1年目先発して防御率5点台だったものの8勝を挙げ、2年目にはリリーフに固定で勝ち試合の8回を任されて71試合登板で9勝2敗3セーブ・防御率1.00、被本塁打0の圧倒的な好成績、シールズは1年目ア・リーグ最多の228.2回を投げて13勝、2年目も227回を投げて14勝と2013年のチーム10年ぶりのシーズン勝ち越し及び2014年のチーム29年ぶりのワールドシリーズ進出にそれぞれ貢献。一方、レイズが獲得したマイヤーズも2013年6月にメジャーデビューするとそのまま右翼のレギュラーに定着してア・リーグ新人王を受賞し、オドリッジも2014年から本格的に先発ローテーション入りするなどこのトレードは双方ともに成功をもたらした。

## 補強の失敗例
- 2008年12月、エドウィン・ジャクソンをデトロイト・タイガースへ放出し、マット・ジョイスを獲得。しかし翌2009年、ジャクソンが13勝を挙げてオールスターにも選ばれたのに対し、ジョイスは打率1割台の不振に喘いでマイナー落ちを経験するなど、完全にアテが外れた。ただし、ジョイスは移籍2年目の2010年以降、外野手もしくは指名打者としてオフに放出される2014年までレギュラーに定着していた。